# Stefan Bäcker
Stefan Bäcker (* 25. April 1968 in Hemer) ist ein ehemaliger deutscher Eishockeyspieler, der unter anderem für den EC Kassel, Iserlohner EC und ASV Hamm in der zweithöchsten deutschen Spielklasse aktiv war.

## Karriere
Stefan Bäcker begann seine Eishockeylaufbahn in den Nachwuchsmannschaften des ECD Iserlohn. Als U16-Spieler nahm er in der Saison 1982/83 für die NRW-Auswahl am Schüler-Länderpokal des Deutschen Eishockey-Bundes (DEB) teil. Aus der U20 des ECD wechselte er dann zum EV Dingolfing, für den er in der Saison 1988/89 seine ersten Spiele im Seniorenbereich absolvierte.
Nach drei Jahren in der Oberliga wurde Bäcker im Sommer 1991 vom EC Kassel aus der 2. Bundesliga verpflichtet. Trotz einer schweren Knieverletzung, durch die er einen Großteil der Spielzeit 1991/92 verpasste, wurde sein Jahresvertrag verlängert. Doch auch nach seiner Genesung konnte er sich nicht als Stammspieler durchsetzen, sodass er noch während der Saison 1992/93 zum EC Wilhelmshaven-Stickhausen wechselte. Mit 20 Scorerpunkten in 21 Relegationsspielen trug er dort zum Klassenerhalt in der Oberliga bei.
Zur Saison 1994/95 schloss sich Bäcker dem neu gegründeten Iserlohner EC (IEC), dem Nachfolgeverein seines Jugendklubs, an. Mit der Mannschaft gelang ihm im Jahr 1995 der Aufstieg in die zweitklassige 1. Liga. Seine persönlich erfolgreichste Saison erlebte er 1996/97, als er mit 25 Treffern der beste deutsche Torschütze seiner Mannschaft war. Dennoch wurde sein Vertrag beim IEC anschließend nicht verlängert. Er spielte noch ein Jahr lang für den Liga-Konkurrenten ASV Hamm, bevor er seine Karriere beendete.

## Erfolge und Auszeichnungen
- 1995 Aufstieg in die 1. Liga mit dem Iserlohner EC

## Karrierestatistik
(Legende zur Spielerstatistik: Sp oder GP = absolvierte Spiele; T oder G = erzielte Tore; V oder A = erzielte Assists; Pkt oder Pts = erzielte Scorerpunkte; SM oder PIM = erhaltene Strafminuten; +/− = Plus/Minus-Bilanz; PP = erzielte Überzahltore; SH = erzielte Unterzahltore; GW = erzielte Siegtore; 1 Play-downs/Relegation; Kursiv: Statistik nicht vollständig)